# Сражение при Дрездене
Сражение при Дрездене (нем. Schlacht von Dresden, фр. Bataille de Dresde) — сражение, состоявшееся с 26 по 27 августа 1813 года в ходе Шестой коалиционной войны между французской армией под командованием Наполеона I и Богемской армией союзников под командованием Карла Шварценберга при Дрездене.
Сражение длилось два дня. В первый день, 26 августа, войска союзников штурмовали Дрезден, но были отбиты подошедшей армией Наполеона. На второй день, 27 августа, Наполеон перешёл в наступление и отбросил союзников обратно в Богемию. Последний крупный успех Франции в 1813 году.

## Предыстория
После неудачных итогов Русской кампании 1812 года против Наполеона восстала Пруссия, однако после первых успехов русско-прусские войска потерпели поражения при Лютцене и Бауцене. В июне 1813 года между противниками было заключено перемирие, во время которого Австрия присоединилась к союзникам. Образовалась 6-я коалиция против Наполеона, куда также вошли Швеция и Англия. 11 августа Австрия объявила войну Франции, и боевые действия возобновились.
Войска коалиции наступали на Наполеона тремя большими армиями (Богемская на юге, Силезская на востоке, Северная на севере), самой крупной из которых была Богемская армия (более 230 тыс., 670 орудий) под командованием австрийского фельдмаршала Шварценберга и наполовину состоявшая из австрийцев. В её состав входила также русско-прусская армия (120 тыс., 400 орудий) под началом Барклая-де-Толли, но там же, дублируя Барклая и Шварценберга, распоряжался и царь Александр I. Отсутствие единоначалия было одной из главных проблем коалиции, но являлось необходимым политическим условием её существования.
Наполеон из-за плохой разведки считал самой сильной Силезскую армию Блюхера, против которой и направился с главной армией, оставив в Дрездене корпус Сен-Сира. Блюхер, узнав о движении Наполеона, отступил согласно Трахенбергскому плану. Выдвижение Наполеона оказалось бесполезным.
Примерно в это же время Богемская армия двинулась из Чехии на Лейпциг, с тем, чтобы выйти во фланг французской группировке, действовавшей против Силезской армии. Правая колонна под командованием Витгенштейна проходила мимо Дрездена и перехватила сообщение Сен-Сира, из которых стало известно о слабом прикрытии города. Кроме того к союзникам перешли два полка Вестфальской кавалерии, которые сообщили детали расположения французов в Дрездене. Союзники решили изменить цель наступления и повернули на Дрезден.
Наполеон, узнав о движении Богемской армии к Дрездену, поспешил на защиту города.
Дрезден, столица Саксонии, был крупнейшим городом, раскинувшимся на обоих берегах Эльбы, и являлся центральным узлом снабжения наполеоновских сил в Центральной Европе. В нём были собраны запасы для длительного содержания огромной армии. Наполеон как-то сказал о важности Дрездена: «Пусть меня отрежут от Рейна, лишь бы не отрезали от Дрездена». Он ограждался полуразрушенной стеной, а также несколькими редутами с установленными на них артиллерийскими батареями.
Силы Богемской армии, принявшие участие в сражении, оцениваются от 170 до 230 тысяч солдат. Последняя цифра приведена в труде военного историка Богдановича согласно штатным ведомостям, однако известно, что не все части подошли непосредственно к Дрездену. Также точно не определены силы Наполеона в сражении. Подсчёты делались приблизительно на основании штатной численности корпусов и дивизий, которая значительно отличалась от фактической. Все историки сходятся только в одном, что силы союзников значительно превосходили в численности войска в распоряжении Наполеона.
25 августа союзники подошли к Дрездену, который защищался 14-м пехотным корпусом маршала Сен-Сира и гарнизоном, всего до 40 тысяч солдат и около 70 орудий.

## Накануне
Александр I, следуя мнению своих советников, желал немедленного штурма, но австрийская сторона предпочитала верно окружить город и дождаться подхода всех сил, застрявших с обозами в горных проходах. Против Сен-Сира союзники могли выставить в этот день 87 тысяч солдат, но Шварценберг считал превосходство сил недостаточным для штурма укреплённых позиций.
Михайловский-Данилевский, служивший при Главном штабе, так передаёт положение в командовании огромной армией:

Всего неприятнее был недостаток в единоначалии, ибо тут присутствовали три монарха и каждый окружен советниками, подававшими мнения, нередко противоречащие, а главнокомандующий князь Шварценберг не имел довольно веса, чтобы согласовать всех и принять такие меры, которые бы всех удовлетворили. Место, где стояли монархи с штабом своим и конвоем, уподоблялось шумному народному совещанию. Какая разница представлялась с войною 1812 года, где бывало один князь Кутузов, сидя на скамейке, возносил голос свой; около него царствовала тишина, и горе тому, кто без вызова его предлагал совет.
В этот день Наполеон форсированными маршами перебрасывал свою армию из Силезии к Дрездену. Когда он приблизился к развилке дорог, ведущих к Дрездену и мосту на левый берег Эльбы в районе Кёнигштейна, он послал генерала Гурго узнать обстановку в Дрездене. Кёнигштейн находился в 27 км к юго-востоку от Дрездена. Первоначальный план Наполеона заключался в переправе войск в Кёнигштейне, глубоком обходе и последующем ударе по тылам союзных армий, штурмующих Дрезден. На манёвр требовалось 2—3 дня. Однако Гурго вернулся в 11 часов вечера с информацией, что Дрезден в случае штурма не продержится и 24 часов. Если Дрезден падёт, армия Наполеона оказалась бы отрезанной от своих тылов. Наполеон двинулся к Дрездену, оставив выполнять свой план захода в тыл союзников 30-тысячный корпус генерала Вандама.

## Битва

### 26 августа

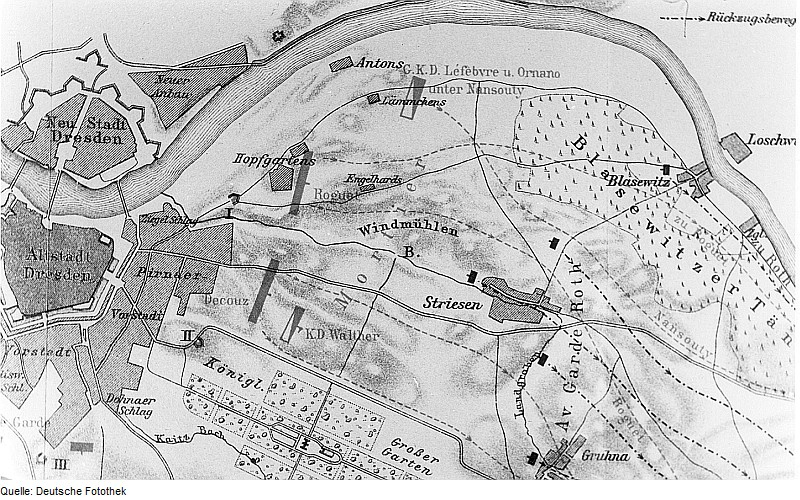
Ситуация к востоку от города 26 августа.

Наполеон со Старой гвардией прибыл в Дрезден до полудня. Остальные его части подтягивались.
Атака союзников на Дрезден началась пятью колоннами с разных сторон, но несогласованно. Согласно составленной ночью диспозиции атака должна была начаться в 4 часа дня, однако диспозиция не была своевременно доставлена в войска и большинство корпусов начали атаку ранним утром. На левом фланге шли австрийские части, в центре прусские, на правом фланге действовал русский корпус Витгенштейна. Первыми ранним утром пошли в атаку на пригороды австрийские части, но завязли в боях за укрепления. Узнав о прибытии Наполеона, Шварценберг приостановил атаки. Более того Александр I настоял на отмене штурма. Однако приказ об отмене не был доставлен в войска, и в 4 часа раздался сигнал к всеобщему штурму.
Штурмующие войска не имели фашин и штурмовых лестниц, что сильно сужало их возможности. К 5 часам вечера австрийцы захватили пару редутов и 6 орудий, остановившись перед городской стеной, а пруссаки захватили Большой сад. В этот момент дивизии Молодой гвардии Наполеона, переправившись через Эльбу, вступили в Дрезден.
Русские войска начали атаку в 4 часа вечера, сначала кавалерией, затем пехотой. Наступая вдоль левого берега Эльбы, они попали под перекрёстный огонь батарей редутов и 30 орудий с правого берега. Контратаки французской кавалерии остановили их продвижение.
Прусские войска достигли редутов в центре, где были отброшены свежими подкреплениями французов.
Примерно в 6 часов вечера Наполеон, выйдя за пределы Дрездена, атаковал союзников и заставил их отступить по всему фронту на высоты вокруг города. Наступившая ночь прекратила сражение к 9 часам вечера.

### 27 августа

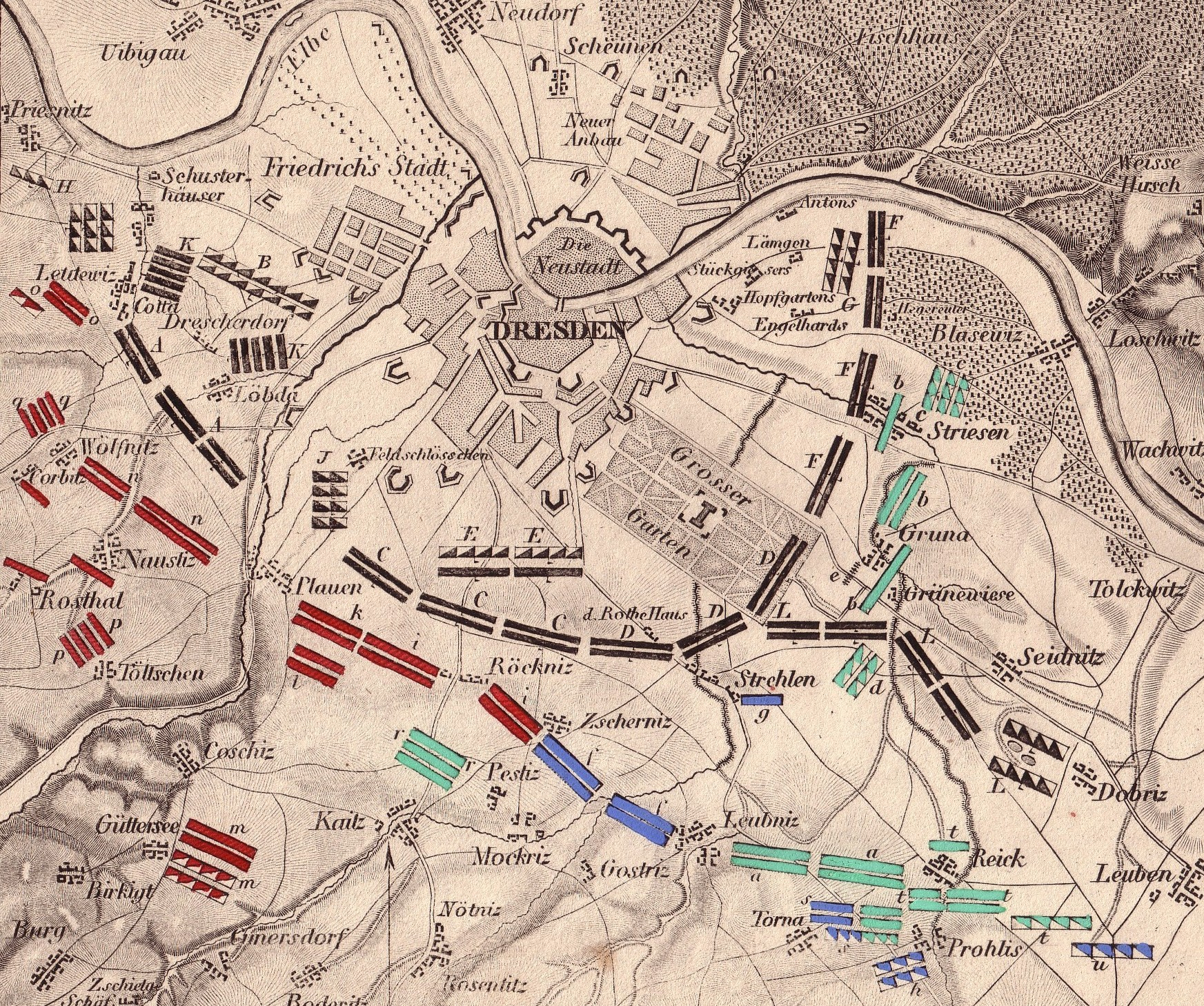
Ситуация 27 августа 1813 г.

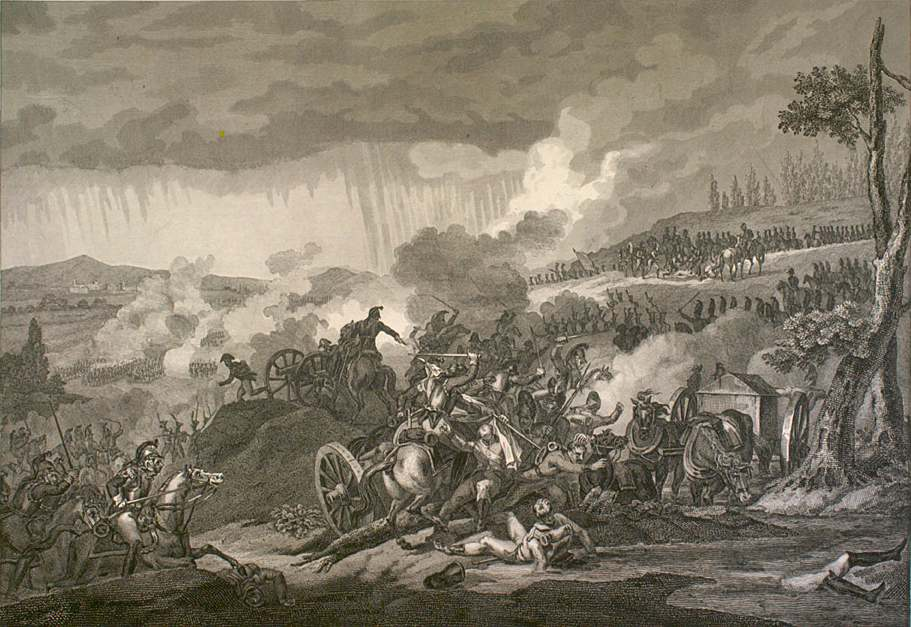
Французские кирасиры атакуют позиции союзников на высотах вокруг Дрездена. Гравюра XIX века.

Союзники заняли оборонительную позицию полукольцом возле города. Самым сильным пунктом позиции был центр, расположенный на высотах. Однако лучшие пути отступления находились на флангах: на правом (у русских) дорога вдоль Эльбы на Пирну, на левом (у австрийцев) — на Фрайберг. Дороги, проходящие через центр, были второстепенными. Наполеон решил атаковать фланги союзников. Его задача облегчалась тем, что левый фланг австрийского расположения (корпус Дьюлаи с арьергардом корпуса Кленау) был разделён труднопроходимым руслом речки Вайсериц.
С раннего утра 27 августа начался проливной дождь, повлиявший на ход боя. Ночью подошли французские 2-й (маршал Виктор) и 6-й (маршал Мармон) пехотные корпуса, всего около 53 тысяч солдат.
Наполеон возобновил с 7 часов утра атаки на левый фланг союзников (австрийский корпус Дьюлаи) конницей И. Мюрата и корпусом маршала Виктора. Не опасаясь за свой центр, достаточно прикрытый дрезденским укреплённым лагерем и корпусом Мармона, он также атаковал правый фланг союзников (русский корпус Витгенштейна и прусский Клейста) силами корпусов Нея, Сен-Сира и Молодой Гвардии. Старая Гвардия оставалась в резерве.
Французские колонны, обходя укреплённые деревни, выдавливали австрийцев.
Под продолжающимся дождём ружья не могли стрелять, решающую роль играли артиллерийский огонь и кавалерийские атаки.

Современный вид на долину реки Вайсериц. Противоположные высоты — Дрезден-Дёльцшен, место пленения дивизий австрийского корпуса генерала Дюлаи

Около 2 часов дня ядро раздробило ноги прославленному французскому генералу Моро, ставшему доверенным советником Александра I и вероятным претендентом на должность главнокомандующего союзными силами. В этот момент Моро верхом находился рядом с Александром I.
В то время, как пехота маршала Виктора атаковала австрийский корпус генерала Дьюлаи по фронту, кавалерия Мюрата, используя непогоду, незаметно обошла позиции 3-й лёгкой австрийской дивизии Мецко из корпуса Дьюлаи. Соседний австрийский корпус генерала Гессен-Гомбурга был связан боем с корпусом маршала Мармона, к тому же находился за речкой Вайсериц и не мог оказать помощи крайне левому флангу. Из-за дождя австрийцы не могли отстреливаться. Пехота Мецко, построившись в каре, начала отступление. Под атаками французских кирасир и под огнём конной артиллерии войска австрийцев смешались в беспорядке, были прижаты к обрывистому берегу речки Вайсериц. До 10 тысяч их (включая из других австрийских дивизий) сдалось в плен вместе с командиром 3-й дивизии, генералом Мецко. Барон Марбо привёл следующую историю о разгроме австрийцев:

Кирасирская дивизия генерала Бордесуля оказалась перед построенной в каре австрийской дивизией. Бордесуль предложил австрийцам сдаться в плен, что было отвергнуто австрийским генералом. Тогда Бордесуль указал генералу, что ни одно из его ружей не может стрелять. На это австрийский генерал возразил, что его люди будут отбиваться штыками, а лошади французов по копыта завязли в грязи и не смогут задавить напором.
— Я разобью ваше каре артиллерией.

— Но вы её не имеете. Пушки завязли в грязи.

— Хорошо, если я покажу вам орудия за моим полком, вы сдадитесь?

— Я не буду иметь иного выбора, так как не смогу защищаться.
Затем французский генерал подвёл 6 орудий, их обслуга держала горящие фитили, готовясь к открытию огня. Только тогда австрийская дивизия сложила оружие.

Мюрат прислал Наполеону донесение: «Ваша кавалерия захватила 15 тысяч пленных и взяла 12 орудий и 12 знамён, одного генерал-лейтенанта, двух генералов и большое количество старших офицеров и других в наших руках».
На правом фланге русские отступали от Эльбы, но контратаковали гусарскими полками наступающие французские каре. Врубившись в каре Молодой гвардии, погиб командир кавалерийской бригады — лихой гусар генерал Мелиссино. В этот же день погиб генерал-майор Луков, командующий 5-й пехотной дивизии. Закрепившись на высотах, русские остановили дальнейшее продвижение французов. Наступавший на правый фланг союзников французский корпус отдалился от линии своих войск, благодаря чему союзные монархи (царь и прусский король) решили нанести ему фланговый удар силами прусского корпуса Клейста и русской гвардии. Барклаю-де-Толли приказали подтянуть артиллерию с высот на помощь правому флангу, а также атаковать выдвинувшихся французов кавалерийским резервом с фронта. Барклай отказался выполнять приказ, мотивировав это тем, что в случае неудачи он не сможет увезти орудия обратно по скользкому склону. Также он указал царю на бесполезность использования кавалерии против сомкнутых колонн французской пехоты, потому что те находились под прикрытием укреплений Дрездена.
У союзников оставалось ещё немало свежих резервов, но тут пришли сведения о глубоком обходном манёвре за Эльбой их расположения французским корпусом Вандама, силы которого союзники считали за 40 тысяч (реально было 32—35 тыс.). Главнокомандующий Шварценберг, боясь оказаться отрезанным от своего тыла, настоял на немедленном отходе в Богемию. В 5 часов вечера союзники начали планомерный отход.

## Итог
Общие потери союзников оцениваются разными источниками в 20—28 тысяч солдат и только 26 орудий. Из 10—15 тысяч пленных большую часть составляли австрийцы. В мемуарах французских генералов и английского посла Вильсона встречается оценка потерь союзников в 40 тысяч солдат. По Чандлеру, потери союзников составили около 38 тысяч человек. Керсновский сообщает, что союзники потеряли 16 тысяч убитыми и ранеными, пленными 12 тысяч (из коих свыше 10 тысяч —австрийцы) и 50 орудий. Леер оценивает потери союзников в 25—30 тысяч человек. Безотосный считает, что потери союзников составили более 30 тысяч убитыми, ранеными и пленными (последних 10 тысяч, в основном австрийцев) и 40 орудий.    
Согласно надписи на 41-й стене Храма Христа Спасителя у русских выбыло около 1300 человек, два генерал-майора (Ф. А. Луков и А. П. Мелиссино) были убиты.
Потери французов приводят в диапазоне 10—15 тысяч солдат. Чандлер даёт оценку в 10 тысяч. Керсновский пишет, что потери французов составили до 12 тысяч. Леер сообщает о французских потерях в 10—15 тысяч человек. По данным Безотосного потери французов едва превышали 10 тысяч.   
Союзники отступали в основном по дороге через Диппольдисвальде и Альтенберг на Теплице в Богемии.
Первой оттянулась русская гвардия, стоявшая в тылу в резерве. Часть австрийцев отступила по западной дороге через Фрайберг. Наполеон не сразу понял, что союзники решили отступать, у него сложилось впечатление о готовности союзников возобновить сражение. Наступающие сумерки и усталость французских войск не позволили Наполеону организовать немедленное преследование всё ещё превосходящих сил противника.
1-й пехотный корпус французского генерала Вандама переправился через Эльбу у Кёнигштейна, но не смог запереть горные переходы через Рудные горы в районе Теплице, через которые отступали союзники. На его пути оказался 10-тысячный гвардейский отряд графа Остермана-Толстого. В результате сражения под Кульмом 29—30 августа корпус Вандама был окружён и уничтожен примерно в 45 км южнее Дрездена.
Богемская армия закрепилась в Рудных горах и после подхода свежих сил перешла в начале октября 1813 года в наступление.